# Bundesstraße 202
De Bundesstraße 202 (ook wel B202) is een bundesstraße in de Duitse deelstaat Sleeswijk-Holstein.
Ze begint bij Sankt Peter-Ording en loopt verder langs de steden Rendsburg, Kiel en eindigt bij Oldenburg in Holstein. Ze is ongeveer 135 kilometer lang.

## Routebeschrijving
Bundesstraße 202 begint in Sankt Peter-Ording en loopt via de rondweg van Tating een stukje door het dorp Tating, door Garding, Katharinenheerd, Kotzenbüll en via de rondweg van Tönning naar de afrit Tönning-Nordost, waar ze aansluit op de B5. Tussen de afrit Tönning-Nordost en de afrit Friedrichstadt lopen ze samen in noordelijke richting. Bij de afrit Friedrichstadt slaat ze weer  af en vormt de zuidelijke randweg van Friedrichstadt. Vervolgens komt ze door Seeth, Norderstapel, Erfde, Meggerdorf, Meggerholm, Christiansholm, Friedrichsholm, Sophienhamm, Oha, Hohn en Fockbeck. In Fockbeck sluit ze bij een kruising aan op de B203. Vanaf hier gaat het naar Rendsburg. Op de afrit Rendsburg-West buigt de B202 af naar het zuiden om samen met de B77 de westelijke rondweg van de stad Rendsburg te vormen. Deze kruist het Noord-Oostzeekanaal via een tunnel. Bij de afrit Rendsburg-Süd buigt ze af. Bij afrit Schacht-Audorf gaat ze over in de A210.
Vervanging
Tussen afrit Schacht-Audorf en de aansluiting Kiel-Mitte is Bundesstraße 202 vervangen door de A210.
Voortzetting
Bij de afrit Kiel-Mitte begint ze weer en loopt samen met de B76 door Kiel tot de afrit Raisdorf, onderweg sluit in de Barkauer Kreuz de B404 aan. Vanaf de afrit Raisdorf loopt ze door Raisdorf, Rastorf, Martensrade, Selent, Lammershagen, Bellin, via een rondweg langs Lütjenburg, waar de B430 aansluit.  De B202 komt nog door Blekendorf en Wangels voordat ze bij afrit Oldenburg in Holstein-Süd op de A1 eindigt.
B1 · B2 · B4 · B5 · B75 · B76 · B77 · B87 · B96 · B96a · B96b · B97 · B101 · B102 · B103 · B104 · B105 · B106 · B107 · B108 · B109 · B110 · B111 · B112 · B112n · B113 · B115 · B122 · B156 · B158 · B166 · B167 · B168 · B169 · B179 · B182 · B183 · B187 · B188 · B189 · B190n · B191 · B192 · B193 · B194 · B195 · B196 · B197 · B198 · B199 · B200 · B201 · B202 · B203 · B204 · B205 · B206 · B207 · B208 · B209 · B246 · B320 · B321 · B404 · B430 · B431 · B432 · B434 · B435 · B495 · B501 · B502 · B503